# Principado da Croácia Panônia
O Principado da Croácia Panônia, também conhecido como Ducado da Panônia ou apenas Panônia, foi um ducado medieval que existiu entre os séculos VIII e X, localizado na Planície da Panónia entre os rios Drava e Sava (atual Croácia). A capital era Sisak. Partes orientais do principado estendiam-se até a região de Syrmia, atual Sérvia, de acordo com o historiador húngaro Sándor Márki (1853-1925).